# 曹公里
22°37′48.36″N 120°21′32.4″E / 22.6301000°N 120.359000°E
曹公里是高雄市鳳山區轄下的行政區。面積0.151平方公里，行政區包含31鄰、人口約2130人（截至2021年9月止），因曹公圳流經此處，且鳳山車站前有曹公路，並感念曹謹對桑梓的貢獻，因此命名為曹公里。

## 地理
曹公里以火車鐵軌與文華里為界，以曹公圳溝與鎮西里為界，光復路右為曹公里，東至精武路橋為界，地點屬交通樞紐。

## 地名釋義
清代的下陡頭街向北通往台灣府城，必經本地，因此本地最晚在乾隆時期就已經形成街市，當時以附近的低山為名，稱作武洛塘街。後來在嘉慶朝修建城門時，設置外北門曰「郡南第一關」，意思就是府城以南的第一道關隘，因此，武洛塘街終被外北門街所取代。台灣寶圖簡稱之為北門街，與武洛塘地名並立。外北門街係指中正路位於協和路與光復路之間路段，外北門的遺址約在協和中正路口北側的圳溝南鄰。

## 其他
鳳山車站，明治40年（1907年）打狗到九曲堂之間的鐵軌鋪設完工，同時鳳山車站也興建完成。當時火車站前的廣場過於狹小侷促，具體地反映出當時鳳山街沒落之象。